# وان اکوتی پارتنرز
وان اکوتی پارتنرز (به انگلیسی: One Equity Partners) شرکت خدمات مالی آمریکایی است، که در زمینه ارائه مبادلات سهام اختصاصی، تملک‌های اهرمی، مدیریت دارایی و مدیریت سرمایه‌گذاری فعالیت می‌کند.
شرکت وان اکوتی پارتنرز در سال ۲۰۰۱ توسط دیک کاشین و با حمایت جیمی دایمن؛ مدیرعامل وقت بانک وان، از دارایی‌های بخش سرمایه‌گذاری سهام اختصاصی این بانک، تأسیس شد. در سال ۲۰۰۴ در پی خریداری بانک وان، توسط جی‌پی مورگان چیس، این شرکت نیز به جی‌پی مورگان چیس واگذار گردید و در سال ۲۰۰۵ به‌عنوان یک شرکت مستقل، به‌عنوان زیرمجموعه‌ای از جی‌پی مورگان چیس ثبت گردید.
در سال ۲۰۰۸ پس از خریداری شرکت بیر استیرنز توسط گروه جی‌پی مورگان چیس، این بانک نیز در وان اکوتی ادغام گردید. دفتر مرکزی این شرکت در شهر نیویورک قرار دارد. دفاتر بین‌المللی آن نیز در شهرهای سائوپائولو، شیکاگو، وین، هنگ کنگ و فرانکفورت مستقر می‌باشند.